# سلفورافان
سلفورافان أو سولفورافان (بالإنجليزية: Sulforaphane)‏ هو مركب داخل مجموعة الإيزوثيوسيانات من مركبات الكبريت العضوي. يتم الحصول عليه من الخضروات الصليبية مثل البروكلي وكرنب بروكسل، والملفوف. ويُنتج عندما يحول إنزيم الميروزيناز الجلوكورافينين [الإنجليزية] وغلوكوسينولات إلى سلفورافان وذلك عند تلف النبات (كالمضغ)، مما يسمح للمركبين بالاختلاط والتفاعل. تعتبر بتيلات البروكلي والقرنبيط غنية بشكل خاص بالجلوكورافينين.
| الجلوكورافينين، الغلوكوسينولات قبل تحوله إلى سلفورافان |